# Abbaye Saint-Crépin-en-Chaye
Ne doit pas être confondu avec Abbaye Saint-Crépin-le-Grand.
L'abbaye Saint-Crépin-en-Chaye ou Saint-Crépin en Chaie, Ecclesia Sancti Crispini in Cavea,  était une abbaye fondée en 1131, à Soissons (Aisne) sur les lieux du martyre des frères Crépin et Crépinien par des chanoines réguliers venus de l'abbaye d'Arrouaise. L'appellation en-Chaye ferait référence au nom latin In Cavea, considéré comme le lieu hypothétique du martyre des saints Crépin et Crépinien.

## Histoire
Le comte de Soissons, Renaud le Lépreux (1118-1146), rend à l’évêque de Soissons, Josselin de Vierzy (1126 à 1152), l’établissement de Saint-Crépin-en-Chaye.  
Elle est épargnée en 1414 pendant la guerre de Cent Ans. Elle est dévastée pendant les guerres de Religion, en 1567, par les huguenots.
En 1662 et 1668, l'abbaye sert d'hôpital pour recevoir et isoler les malades atteints de la peste.
En 1660, elle se rattache à la congrégation de France.

## Abbés

### Abbés réguliers
- ~1165 : Jean
- ~1227 : Hugues
- ~1234 : Robert
- ~1238 : Hugues
- Thibaud

### Abbés commendataires
Comme la plupart des monastères de France par le concordat de 1516, la mise en commende s’appliqua à Saint-Crépin-le-Grand  :
- 1560 : Aliot de Gonnelieu
- ~1650 : Eustache Le Clerc de Lesseville
- 1658 : Claude Auvry

## Prieurs
Le prieur est le moine choisi par l'abbé pour le seconder : on parle alors de prieur claustral, ou de grand-vicaire, numéro deux d'une abbaye. Le prieur, depuis la mise en commende, est le véritable chef du monastère.
- Gabriel de Riberolles (1647-1733), abbé de Sainte-Geneviève (1715-1721)[2].

## Prieuré
L'influence de l'abbaye s'étend sur les prieurés où elle envoie ses religieux et recueille les revenus :
- Prieuré de Saint-Lambert de Fourdrain, fondé en 1169 par les chanoines de saint Jean au Bourg de Laon, donné en 1200 à l'abbaye saint Crépin en Chaye.

## Droit de patronage et dîmage
L'abbaye a le droit d'élire et de pourvoir aux cures des églises dont elle est patron, de prêtres qu'elle présente à l'ordination de l'évêque diocésain. C'est le droit de patronage, de présentation à l’évêque et de nomination d'un desservant aux églises ou cures (paroisses) où elle percevait les grosses dîmes.
L'abbé présentait à l'évêque pour la nomination aux cures de Nampcel, Houvin-Houvigneul (donation en 1191-1192).

## Patrimoine foncier
Raoul II Sores dit d'Estrées et sa femme confirmèrent en 1266 la vente faite à l'abbaye par Geoffroy de Mortemer, vicomte d'Acy encore appelé Geoffroy d'Acy et sa femme Hersande de Busancy. Cette vente consistait en leurs possessions au village de Chavigny le Sor, à Vaux et à Millancourt.
L'abbaye possédait des biens à Braye-sous-Clamecy, à Cuffies,  à Villers-le-Petit; la ferme de Beaumont à Juvigny, la ferme de Saint-Crépin à Soissons; des droits dans la forêt de Retz.

## Héraldique
| Armoiries de l'abbaye Saint-Crépin-en-Chaye | Les armes de l'abbaye se blasonnent ainsi : D'azur à une crosse d'or accosté de deux lettres S et C du même. |